# Spilogona albisquama
Spilogona albisquama este o specie de muște din genul Spilogona, familia Muscidae. A fost descrisă pentru prima dată de Ringdahl în anul 1932. Conform Catalogue of Life specia Spilogona albisquama nu are subspecii cunoscute.